# Холодовая цепь крови
Холодовая цепь крови — система мероприятий по хранению и транспортировке крови и компонентов крови при надлежащей температуре и в надлежащих условиях от пункта сбора до пункта их использования.
Основные звенья холодовой цепи:
1. персонал, непосредственно работающий и обслуживающий холодильное и морозильное оборудование и предоставляющий медицинские услуги;
2. оборудование для хранения и транспортировки крови;
3. процедуры контроля за распределением и использованием крови.

Процесс сбора крови от доноров производится в банке крови при больницах, в центрах переливания крови или в фургонах выездных бригад. После сбора кровь поступает в лаборатории для тестирования и разделения на компоненты, которые затем либо поступают на хранение, либо распределяются потребителям. При сборе кровь имеет температуру тела (около +37 °C), но длительное хранение при такой температуре может приводить к потере свойств живых клеток или к бактериальному заражению. Поэтому кровь охлаждается до температур ниже +10 °C (рекомендуется от +2 °C до +6 °C), но не ниже точки замерзания, т. к. при замерзании происходит повреждение крови (эритроцитов), что приводит к невозможности использования её для переливания. 
При хранении и транспортировке должны применяться специализированные индикаторы для контроля температурного режима.